# Презенцано
Презенцано (італ. Presenzano) — муніципалітет в Італії, у регіоні Кампанія,  провінція Казерта.
Презенцано розташоване на відстані близько 145 км на південний схід від Рима, 65 км на північ від Неаполя, 45 км на північний захід від Казерти.
Населення — 1758 осіб (2014).

## Демографія
Населення за роками:

Станом на 1 січня 2023 року в муніципалітеті офіційно проживали 92 іноземці з 18 країн, серед них 51 громадянин країн Євросоюзу та 4 громадяни України.

## Сусідні муніципалітети
- Конка-делла-Кампанія
- Марцано-Аппіо
- Міньяно-Монте-Лунго
- Прателла
- Сесто-Кампано
- Тора-е-Піччиллі
- Вайрано-Патенора